# Nirekha

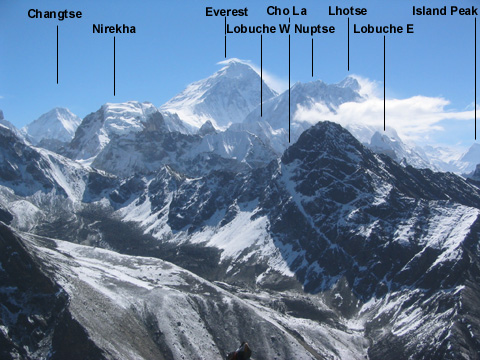
Nirekha

Nirekha este un munte cu altitudinea de 6.069 m, situat  în masivul Himalaya, regiunea Khumbu (Nepal). El a fost pentru prima oară escaladat de Matt Fioretti, Greg Valentine și ca prima femeie, de alpinista sudcoreeană Oh Eun-Sun.